# Nobuhiro Suwa
Nobuhiro Suwa (諏訪 敦彦, Suwa Nobuhiro) est un réalisateur et scénariste japonais né le 28 mai 1960 à Hiroshima. On le considère souvent comme « le plus français des cinéastes japonais ».

## Biographie
Alors qu’il était encore au Lycée, Nobuhiro Suwa réalise de petits films personnels en Super 8, des « journaux filmés », sous l’influence de Jonas Mekas et Robert Frank. Ensuite, il étudie le cinéma à l’université Zokei de Tokyo (en) et devient assistant ou technicien du milieu des « jisshu eiga », des films autoproduits.
Dans les années 1980, il fait ses premiers pas de metteur en scène, en 8 et 16 mm et continue à travailler comme assistant pour des films indépendants ou pour quelques films érotiques (pinku eiga). Dans les années 1990, il travaille pour des documentaires à la télévision et s’inspire de Jean Rouch et Frederick Wiseman.
Suwa est actuellement président de l'université Zokei de Tokyo (en).
En 2018, il préside le jury du 42e de la "Young Cinema Competition" du Festival international du film de Hong Kong.

### Suwa et le français
Suwa est japonais et, de son aveu même, ne maîtrise pas parfaitement le français ; cela ne l'a pas empêché de diriger des longs-métrages en France où l'on parlait uniquement (Un couple parfait) ou en grande partie (Yuki et Nina) en français. En outre, les critiques reconnaissent qu'il a parfaitement intégré les codes et caractéristiques du cinéma français.
Différents facteurs et procédés expliquent cela : l'utilisation d'interprètes, l'emploi d'acteurs bilingues, le rôle important de livres ou films français dans les films de Suwa, l'improvisation par des acteurs francophones, la coréalisation avec Hippolyte Girardot ou l'étroite collaboration avec Caroline Champetier.

## Filmographie

### Comme réalisateur
- 1982 : Santa ga machi ni yatte kuru (サンタが街にやって来る?) (16 mm)
- 1985 : Hanasareru Gang (はなされるGANG?) (8 mm)
- 1994 : Abe Kōbō ga sagashiateta jidai (安部公房が探しあてた時代?) (documentaire TV)
- 1995 : L'Acteur étrange qui défia Hollywood - Sōjin Kamiyama l'hérétique (ハリウッドを駈けた怪優/異端の人・上山草人, Hollywood o kaketa kaiyū / itan no hito Kamiyama Sōjin?) (documentaire TV)
- 1997 : 2/Duo (2/デュオ?)
- 1999 : M/Other
- 2001 : H Story
- 2002 : Jeonju Digital Project 2002: After War, segment A Letter from Hiroshima
- 2005 : Un couple parfait
- 2006 : Paris, je t'aime, fragment 2e arrondissement, place des Victoires
- 2009 : Yuki et Nina, coréalisation avec Hippolyte Girardot
- 2017 : Le lion est mort ce soir[6]
- 2020 : Kaze no denwa (風の電話?)
- 2024 : Hashirenai hito no hashiri-kata (走れない人の走り方?)[7]

### Comme acteur
- 2021 : Onoda, 10 000 nuits dans la jungle d'Arthur Harari : le père de Hirō Onoda

## Distinctions

### Récompenses
- 1985 : primé au Pia Film Festival[8] pour son premier long-métrage en 8 mm, Hanasareru GANG.
- 1999 : FIPRESCI pour M/Other, lors du 52e festival de Cannes
- 2005 : Prix spécial du jury, prix C.I.C.A.E et nomination au Léopard d'or, lors du Festival de Locarno pour Un couple parfait
- 2020 : Mention spéciale du jury Generation14plus à la Berlinale 2020 pour Kaze no denwa[9]

## Œuvre

### Thèmes
Le motif principal des films de Suwa est le couple formé par un homme et une femme, les difficultés qu’ils rencontrent et leurs efforts pour en sortir. Ces problèmes proviennent de l'envahissement de la vie professionnelle (M/Other), d’un divorce (M/Other, Un couple parfait, Yuki et Nina), des anciennes amours (M/Other ; H Story ; Le lion est mort ce soir), de l’usure quotidienne (M/Other, Un couple parfait, Yuki et Nina). Le rôle de l’enfant, quand il est présent, ou de son absence est important dans la vie des couples de Suwa.

### Style
Sur le plan du style, les films de Suwa sont facilement identifiables de par leur luminosité et leur sonorité, généralement faibles : il aime la pénombre et les éclairages indirects. De même, en ce qui concerne les sons, souvent les conversations ne sont qu’à peine audibles, ou noyées dans des bruits extérieurs. Le silence est un des moyens de communication des couples de ces films, une caractéristique que Suwa a attribuée à sa culture japonaise.
Le jeu des perspectives et des lignes de regard peut également être considéré comme une  signature des films de Suwa tant est grande sa capacité à filmer de petits univers clos en multipliant les angles de vue, en agrandissant les espaces par des jeux de miroirs, de fenêtres et de portes. Cette virtuosité des angles de vue contraste avec l’immobilité de la caméra, la fixité et la longueur des plans. 
Par ailleurs, Suwa est un adepte de l'improvisation.